# Какарис, Константинос
Константинос Какарис (греч. Κωνσταντίνος Κάκκαρης; род. 2 июля 1999) — греческий ватерполист, игрок сборной Греции. Трёхкратный призёр чемпионатов мира 2022, 2023 2025 годов. Участник летних Олимпийских игр 2024 года.

## Карьера
В 2022 году на чемпионате мира в Будапеште сборная Греции уступила итальянцам в полуфинале. Матч за третье место греки выиграли у Хорватии со счетом 9:7, а Какарис стал призёром чемпионатов мира. В следующем году на Чемпионате мира в Фукуоке греки обыграли Черногорию со счетом 10:9 в четвертьфинале и сербов со счетом 13:7 в полуфинале. В финальном матче против Венгрии потребовалась серия пенальти, которую венгры выиграли. На этом турнире Какарис входил в состав сборной Греции.
На Олимпийских играх 2024 года в Париже Какарис и сборная Греции уступили сербам со счетом 11:12 в четвертьфинале. По итогам всего турнира греки заняли пятое место.
В 2025 году на чемпионате мира в Сингапуре в составе сборной завоевал бронзовую медаль. В матче за третье место Греция обыграла Сербию со счётом 16:7.